# 청년독일기사단

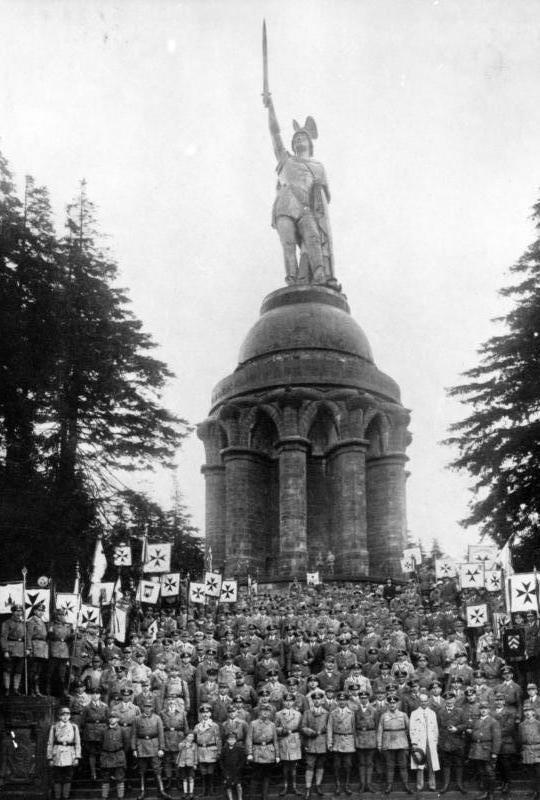
1925년 8월 9일 헤르만 기념상 앞에서 단체사진을 찍은 청년독일기사단.

청년독일기사단(독일어: Jungdeutscher Orden 융도이체 오르덴[*])은 바이마르 공화국 시대의 민족주의 준군사조직 중 하나였다. 그 이름과 상징물은 중세의 독일기사단에서 비롯되었다.
1920년 5월 카셀에서 아르투어 마흐라운이 설립했다. 1차대전 이전의 반더포겔 운동을 부활시키는 것을 처음 목표로 내걸었고, 출범 직후 70,000 명의 단원을 모았다. 1921년 초 일시적으로 금지되기도 했다. 1920년대 최대 규모의 준군사조직 중 하나로, 후기에는 단원이 300,000 여명에 이르렀다.
산하에 청년독일기사단 청소년단이 있었고, 정치조직으로 민족국민국가협회를 두었다. 이 협회는 1930년 독일민주당, 기독사회민족봉사단과 합당해 독일국가당이 되었다.
1933년 나치당에 의해 해산당했다.